# ترمز اتمسفری

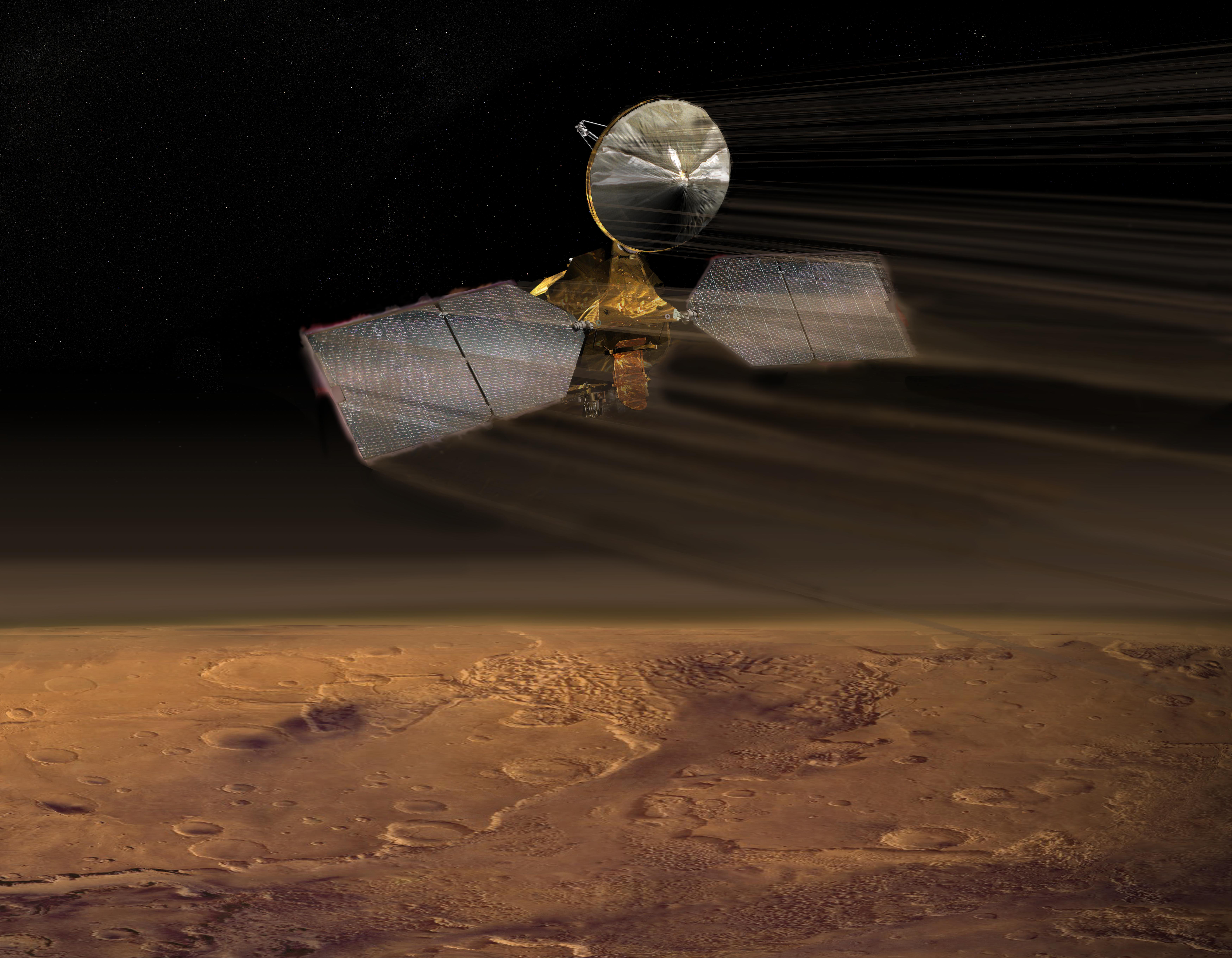
یک انگاشت هنری از مانور ترمز اتمسفری توسط مدارگرد شناسایی مریخ

نمونه‌ای از ترمز اتمسفری}}·legend2

ترمز اتمسفری یا مهار جوّی (انگلیسی: Aerobraking) یک مانور پرواز فضایی است که با پرواز وسیله نقلیه از طریق جو در نقطهٔ پایین مدار (پری اپسیس)، از نقطه بالای یک مدار بیضوی (آپوپسیس) می‌کاهد. کشش حاصل شده باعث کاهش سرعت فضاپیما می‌شود. ترمز هوایی هنگامی استفاده می‌شود که یک فضاپیما پس از رسیدن به جسمی با جو، به مدار کم نیاز داشته باشد و نسبت به استفاده مستقیم از موتور موشکی، به سوخت کمتری نیاز دارد

## روش
یک وسیلهٔ نقلیه بین سیاره‌ای هنگامی که به مقصد رسید، لازم است سرعت خود را تغییر دهد تا در مجاورت آن جرم باقی بماند. هنگامی که به مدار کم و تقریباً دایره ای دور پیکری با گرانش قابل توجه نیاز باشد (همان‌طور که برای بسیاری از پژوهش‌های علمی لازم است)، کل تغییرات سرعت مورد نیاز می‌تواند به ترتیب چندین کیلومتر در ثانیه باشد. اگر با نیروی محرکه مستقیم انجام شود، معادله موشک حکم می‌کند که بخش بزرگی از جرم فضاپیما لازم است سوخت باشد. این به معنی آن است که فضاپیما به یک محموله علمی نسبتاً کوچک یا استفاده از یک پرتابگر بسیار بزرگ و گران‌قیمت محدود می‌شود. مشروط بر اینکه جسم مورد هدف اتمسفر داشته‌باشد، می‌توان از ترمز اتمسفری برای کاهش نیاز به سوخت استفاده کرد. استفاده از سوختگی نسبتاً کمی باعث می‌شود که فضاپیما در مدار بیضوی بسیار کشیده‌ای اسیر شود.